# Hausvogteiplatz (stacja metra)
Hausvogteiplatz - stacja metra w Berlinie, w dzielnicy Mitte, w okręgu administracyjnym Mitte na linii U2. Stacja została otwarta w 1908.